# مرحله حذفی جام جهانی فوتبال ۲۰۱۸
مرحله حذفی جام جهانی فوتبال ۲۰۱۸ مرحله دوم و نهایی مسابقات جام جهانی فوتبال ۲۰۱۸ است که بعد از مرحلهٔ گروهی و راه‌یابی ۴۰ تیم به مرحله یک‌هشتم نهایی از ۳۰ ژوئن تا ۱۵ ژوئیه، که فینال رقابت‌ها در ورزشگاه ورزشگاه لوژنیکی شهر مسکو برگزار می‌شود، ادامه خواهد یافت.
دو تیم برتر هر گروه در مرحلهٔ گروهی (در مجموع ۱۶ تیم) به مرحلهٔ حذفی راه پیدا کردند و پای در مسابقاتی که به صورت تک‌حذفی می‌باشد نهادند. یک بازی رده‌بندی نیز برای تیم‌های بازنده مرحلهٔ نیمه نهایی وجود خواهد داشت.
تمامی زمان‌ها طبق زمان محلی می‌باشد.

## سازوکار
در این مرحله اگر بازی‌ها در ۹۰ دقیقه معمول مساوی شد، بازی به وقت اضافه کشیده می‌شود که در دو نیمه ۱۵ دقیقه‌ای بازی برگزار می‌شود و اگر در وقت اضافه هم نتیجه مساوی شد، برنده در ضربات پنالتی مشخص خواهد شد.

## تیم‌های راه‌یافته
دو تیم برتر هر هشت گروه جام جهانی توانستند به مرحله حذفی راه یابند.
| گروه | تیم اول | تیم دوم  |
| ---- | ------- | -------- |
| A    | اروگوئه | روسیه    |
| B    | اسپانیا | پرتغال   |
| C    | فرانسه  | دانمارک  |
| D    | کرواسی  | آرژانتین |
| E    | برزیل   | سوئیس    |
| F    | سوئد    | مکزیک    |
| G    | بلژیک   | انگلستان |
| H    | کلمبیا  | ژاپن     |

## نمودار
{{}}

### فرانسه مقابل تیم آرژانتین
| فرانسه                                            | ۴–۳   | آرژانتین                                |
| ------------------------------------------------- | ----- | --------------------------------------- |
| گریزمن ۱۳' (پنالتی) · پاوار ۵۷' · ام‌باپه ۶۴'، ۶۸' | گزارش | دی‌ماریا ۴۱' · مرکادو ۴۸' · آگوئرو ۹۰+۳' |

### اروگوئه مقابل پرتغال
| اروگوئه        | ۲–۱   | پرتغال  |
| -------------- | ----- | ------- |
| کاوانی ۷'، ۶۲' | گزارش | پپه ۵۵' |

### اسپانیا مقابل روسیه
| اسپانیا                       | (وقت اضافه) ۱–۱ | روسیه                           |
| ----------------------------- | --------------- | ------------------------------- |
| ایگناشویچ ۱۲' (گل‌به‌خودی)      | گزارش           | دزوبا ۴۱' (پنالتی)              |
| ضربات پنالتی                  |                 |                                 |
| اینیستا پیکه کوکه راموس آسپاس | ۳–۴             | اسمولوف ایگناشویچ گولووین چریشف |

### کرواسی مقابل دانمارک
| کرواسی                                | (وقت اضافه) ۱–۱ | دانمارک                           |
| ------------------------------------- | --------------- | --------------------------------- |
| ماندژوکیچ ۴'                          | گزارش           | یورگنسن ۱'                        |
| ضربات پنالتی                          |                 |                                   |
| بادلی کراماریچ مودریچ پیواریچ راکیتیچ | ۳–۲             | اریکسن کیایر کرون-دلی شونه یارنسن |

### برزیل مقابل مکزیک
| برزیل                   | ۲–۰   | مکزیک |
| ----------------------- | ----- | ----- |
| نیمار ۵۱' · فیرمینو ۸۸' | گزارش |       |

### بلژیک مقابل ژاپن
| بلژیک                                 | ۳–۲   | ژاپن                     |
| ------------------------------------- | ----- | ------------------------ |
| فرتونگن ۶۹' · فلینی ۷۴' · شادلی ۴+۹۰' | گزارش | هاراگوچی ۴۸' · اینوی ۵۲' |

### سوئد مقابل سوئیس
| سوئد       | ۱–۰   | سوئیس |
| ---------- | ----- | ----- |
| فوشبری ۶۶' | گزارش |       |

### کلمبیا مقابل انگلستان
| کلمبیا                             | ۱–۱ (و.ا.) | انگلستان                       |
| ---------------------------------- | ---------- | ------------------------------ |
| مینا ۳+۹۰'                         | گزارش      | کین ۵۷' (پنالتی)               |
| ضربات پنالتی                       |            |                                |
| فالکائو کوادرادو موریل اوریبه باکا | ۳–۴        | کین رشفورد هندرسون تریپیر دایر |

## مرحلهٔ یک چهارم نهایی

### اروگوئه مقابل فرانسه
| اروگوئه | ۰–۲   | فرانسه                 |
| ------- | ----- | ---------------------- |
|         | گزارش | واران ۴۰' · گریزمن ۶۱' |

### برزیل مقابل بلژیک
| برزیل      | ۱–۲   | بلژیک                                     |
| ---------- | ----- | ----------------------------------------- |
| آگوستو ۷۶' | گزارش | فرناندینیو ۱۳' (گل‌به‌خودی) · دی بروینه ۳۱' |

### سوئد مقابل انگلستان
| سوئد | ۰–۲   | انگلستان             |
| ---- | ----- | -------------------- |
|      | گزارش | مگوایر ۳۰' · الی ۵۹' |

### روسیه مقابل کرواسی
| روسیه                                    | ۲–۲ (و.ا.) | کرواسی                             |
| ---------------------------------------- | ---------- | ---------------------------------- |
| چریشف ۳۱' · فرناندس ۱۱۵'                 | گزارش      | کراماریچ ۳۹' · ویدا ۱۰۱'           |
| ضربات پنالتی                             |            |                                    |
| اسمولوف دزاگوئف فرناندس ایگناشویچ کوزائف | ۳–۴        | بروزویچ کواچیچ مودریچ ویدا راکیتیچ |

## مرحلهٔ نیمه‌نهایی

### فرانسه مقابل بلژیک
| فرانسه      | ۱–۰   | بلژیک |
| ----------- | ----- | ----- |
| اومتیتی ۵۱' | گزارش |       |

### کرواسی مقابل انگلستان
| کرواسی                      | ۲–۱ (و.ا.) | انگلستان  |
| --------------------------- | ---------- | --------- |
| پریشیچ ۶۸' · ماندژوکیچ ۱۰۹' | گزارش      | تریپیر ۵' |

## رده‌بندی

### بلژیک مقابل انگلستان
| بلژیک               | ۲–۰   | انگلستان |
| ------------------- | ----- | -------- |
| مونیه ۴' · آزار ۸۲' | گزارش |          |

## فینال

### فرانسه مقابل کرواسی
| فرانسه                                                                  | ۴–۲   | کرواسی                     |
| ----------------------------------------------------------------------- | ----- | -------------------------- |
| ماندژوکیچ ۱۸' (گل‌به‌خودی) · گریزمن ۳۸' (پنالتی) · پوگبا ۵۹' · ام‌باپه ۶۵' | گزارش | پریشیچ ۲۸' · ماندژوکیچ ۶۹' |